# Высшие женские сельскохозяйственные курсы
Высшие женские (Голицынские) сельскохозяйственные курсы — учебное заведение, созданное с целью дать женщинам сельскохозяйственное образование на научной основе, необходимой для практической деятельности.
Женские сельскохозяйственные курсы были учреждены в Москве в 1908 году, княгиней С. К. Голицыной, профессорами Д. Н. Прянишниковым, Г. М. Турским, А. Г. Дояренко, П. М. Орловым и др. Располагались сначала на Волхонке, в доме № 14 — в меблированных комнатах Голицыной «Княжеские номера». Перед 1914 годом курсы переехали на Большую Никитскую, в дом Чернопятовой.
Курс обучения продолжался три года. На курсы принимаются слушательницы после окончания семи классов среднего учебного заведения. Лица, не удовлетворявшие этому требованию, принимались на курсы в качестве вольнослушательниц и не допускались к выпускным испытаниям.
Курсы не имели собственных помещений для лабораторий и арендовали их в других учебных заведениях. Летняя практика слушательниц проходила в имениях частных лиц. Для курсов была перестроена оранжерея в усадьбе Строгановых-Голицыных Кузьминки.
Директором курсов в 1908—1917 годах был Д. Н. Прянишников.
В числе преподавателей: Я. Н. Афанасьев, Н. Я. Демьянов (1908—1917), А. Ф. Фортунатов, Н. И. Вавилов (1911—1912), А. П. Тольский (1920—1922).
В конце 1919 года курсы влились в состав факультета общественных наук (ФОН) Московского университета; в 1922 году они вошли в состав Петровской сельскохозяйственной академии.
На курсах училась, но не окончила из-за революции 1917 года мать А. И. Солженицына Таисия Захаровна Щербак.

### Cельскохозяйственные курсы в Российской империи
Помимо Московских также действовали:
- Петроградские женские сельскохозяйственные курсы (Стебутовские) (с 1904)
- Петроградские сельскохозяйственные курсы (Каменноостровские) (с 1906)
- Саратовские высшие сельскохозяйственные курсы (с 1913)
- Новочеркасские высшие сельскохозяйственные курсы Донского сельскохозяйственного общества (с 1909)